# Miss Moneypenny
Miss Moneypenny (vero nome Jane Moneypenny o Eve Moneypenny) è un personaggio immaginario legato alla serie dell'Agente 007 James Bond, creato dalla penna di Ian Fleming.

## Caratteristiche del personaggio
All'interno dei romanzi e dei relativi film che da tali romanzi sono stati ricavati, Miss Moneypenny ricopre il ruolo di segretaria di M, il capo della speciale struttura con cui viene identificato il Secret Intelligence Service britannico denominata MI6. Come addetta all'ufficio centrale, Moneypenny viene a contatto, specialmente all'inizio o alla fine di un'avventura di Bond, con l'agente segreto doppio 0 e come mostrato in Agente 007 - Si vive solo due volte, è secondo ufficiale del Women's Royal Naval Service (colloquialmente detto Wrens).
Maggiormente nei film piuttosto che sulla pagina scritta è possibile intuire, dall'atteggiamento più che premuroso che la segretaria ha rispetto all'agente segreto, che la donna (raffigurata come ironica e dal discreto fascino, e che è stata portata sullo schermo principalmente dall'attrice canadese Lois Maxwell), nutra un non dichiarato sentimento amoroso (forse contraccambiato) per l'affascinante spia. A livello onirico questo sentimento viene contraccambiato solamente nel film La morte può attendere, nel quale Pierce Brosnan/Bond e Samantha Bond/Moneypenny si scambiano dolci effusioni appoggiati su una scrivania anche se è tutto dovuto a una simulazione, poiché Moneypenny è frutto di un paio di occhiali speciali creati da "Q" per le esercitazioni.

## Interpreti per il cinema

### Serie ufficiale
- Lois Maxwell ha interpretato il ruolo di Miss Moneypenny nei primi quattordici film della serie su James Bond prodotti dalla EON Productions di Albert Broccoli. Inizialmente le era stato proposto il ruolo di Sylvia Trench andato poi ad Eunice Gayson che a sua volta era stata presa in considerazione come interprete di Moneypenny.
- Caroline Bliss è stata Moneypenny per lo schermo in tutti i film con Timothy Dalton. Da 007 - Zona pericolo nel 1987 a 007 - Vendetta privata nel 1989.
- Samantha Bond ha interpretato Moneypenny in tutti i film con Pierce Brosnan. Da GoldenEye nel 1995, Il domani non muore mai nel 1997, in Il mondo non basta nel 1999 e in La morte può attendere nel 2002.
- Naomie Harris è Moneypenny in Skyfall nel 2012, Spectre nel 2015 e No Time to Die nel 2021. Il personaggio è piuttosto differente dalle altre versioni. Il suo nome, inoltre, non è Jane, bensì Eve. In Skyfall vengono narrate le origini della storia tra Moneypenny e Bond. Nel film lei è prima un'agente sul campo che ferisce erroneamente Bond, per poi decidere, alla fine del film, di diventare la segretaria del nuovo M, Gareth Mallory.

### Apocrifi
- Barbara Bouchet ha interpretato Miss Moneypenny nel film parodia James Bond 007 - Casino Royale del 1967.
- Pamela Salem ha ricoperto il ruolo in Mai dire mai del 1983 (remake apocrifo di Thunderball).